# Каширка (Липецкая область)
Каши́рка — деревня Новодмитриевского сельсовета Липецкого района Липецкой области.

## География
Деревня находится южнее и восточнее разветвлённой системы оврагов, отмечающей верховье ручья Студенец: истоки ручья расположены к северу (северо-западу) от Каширки. При этом всё верховье водотока, за исключением собственно района двух его истоков, в том числе и ближайших окрестностей деревни Каширка, относится уже к территории Задонского района (граница проходит к западу от поселения). Населённый пункт стоит над южным ответвлением оврага, образованного левым истоком ручья, берущим начало у села Отверг-Студенец (само село, таким образом, располагается северо-восточнее Каширки). На востоке, чуть дальше села — деревня Бруслановка.
Северо-западнее — вершина 206,7 м. Дальше на запад, также в долине ручья, имеется крупное село Казино. Юго-западнее, к югу от оврагов, относящихся к системе Студенца — урочище Отрадовка. Южнее Каширки, Бруслановки и Отрадовки проходит автотрасса Р-119 Тамбов—Орёл. С южной и частично с северной стороны от трассы, южнее, юго-восточнее и немного восточнее деревни отмечен крупный лесной массив (произрастает преимущественно дуб), на восточной и южной опушке которого расположена деревня Ясная Поляна. У западной кромки леса — урочище Красный Орёл. На южной окраине Каширки, по некоторым данным, устроен яблоневый сад.
Центр Новодмитриевского сельсовета, село Новодмитриевка, находится севернее, за оврагами верховьев Студенца, на участке Юго-Восточной железной дороги (перегон Елец—Липецк). Ранее на правом истоке ручья Студенец, приблизительно на полдороги между Каширкой и Новодмитриевкой, располагался посёлок Дружба, тоже относившийся к Новодмитриевскому сельсовету и исключённый из данных учёта населённых пунктов в апреле 1978 года. В посёлке, по некоторым сведениям, ранее имелась небольшая взлётно-посадочная полоса. Сейчас в урочище Дружба находятся летний лагерь крупного рогатого скота и скотомогильник.

## История
По данным 1859 года Каширка — владельческая деревня из 9 дворов. На Специальной карте Европейской России И. А. Стрельбицкого, составленной в 1865—1871 годах (лист 59, издан в 1869 году), деревня Кашинка — населённый пункт размером от 3-5 до 10 дворов на самой границе Задонского уезда Воронежской губернии и Липецкого уезда Тамбовской губернии. При этом поселение относится к Воронежской губернии, тогда как соседняя деревня Брусланевская — уже к Тамбовской. Через Кашинку проходит большая проезжая торговая дорога из Липецка в сторону села Нижний Студенец (Патриаршего). Юго-западнее Кашинки, так же на территории Воронежской губернии у самой границы, находится деревня Отрадовка величиной от 3-5 до 10 дворов.
По данным второй половины 1930-х — начала 1940-х годов, в Каширке было 26 хозяйств, тогда как в находившемся южнее, у леса, населённом пункте с названием Орёл и в Отрадовке — по 24, в посёлке Дружба было 11 дворов.

## Население
| 2010 | 2012 |
| ---- | ---- |
| 18   | ↗22  |

По состоянию на 1981 год деревня насчитывала около 40 жителей. На 1 января 2002 года в населённом пункте имелось, по официальным данным, 26 человек наличного населения в 14 хозяйствах. Согласно переписи 2002 года, в Каширке проживало 8 человек, из них 3 мужчины и 5 женщин, 100 % населения составляли русские. По сведениям переписи 2010 года, мужчин было больше, чем женщин, по-прежнему 100 % населения составляли русские.

## Улицы
В деревне две улицы: Нахаловка и Центральная.